# Nathan Jacob Gumpert

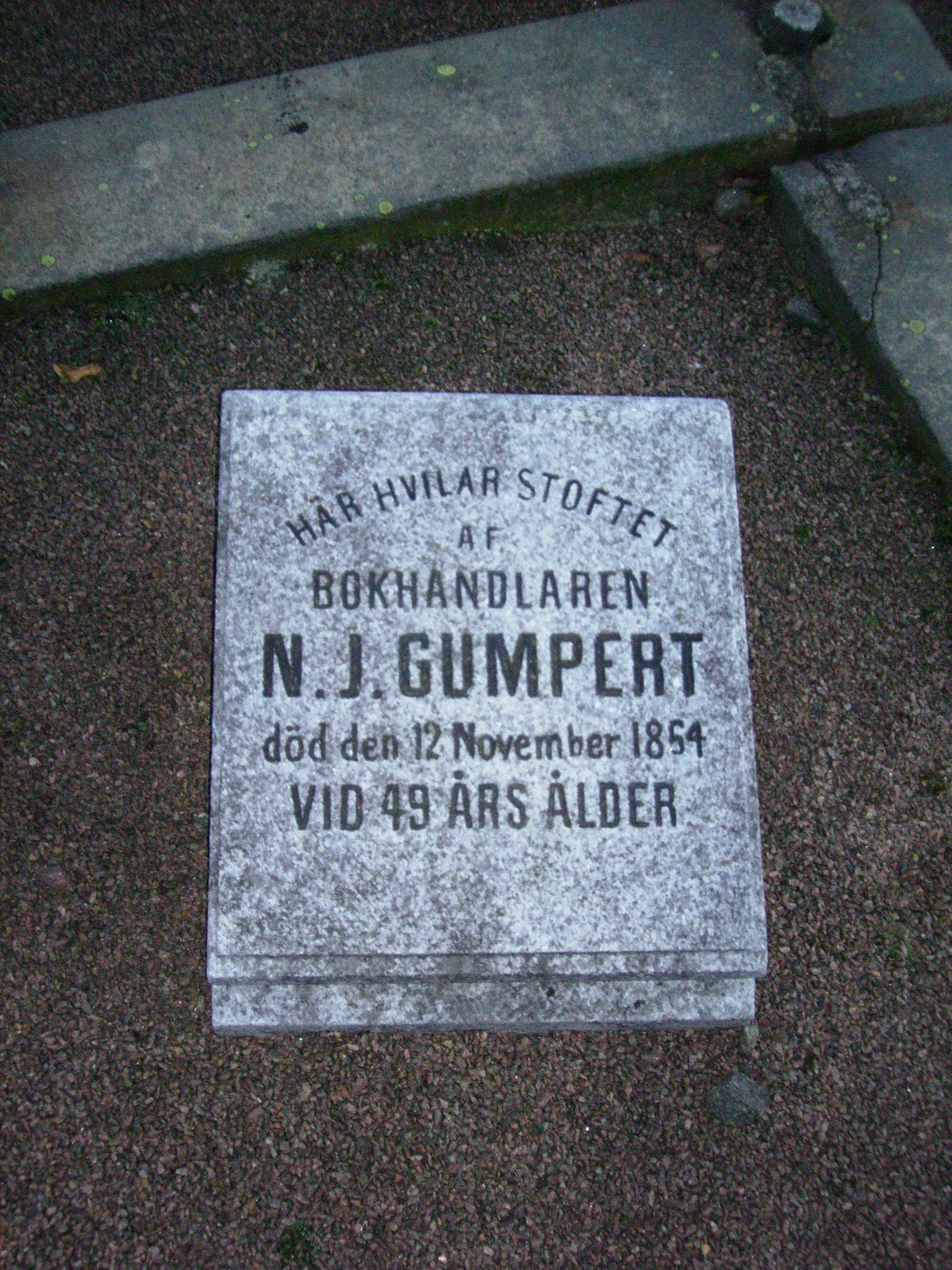
N.J. Gumperts gravvård på Gamla begravningsplatsen vid Svingeln. Foto: mars 2009.

Nathan Jacob Gumpert, född 15 augusti 1805 i Köpenhamn, död 12 november 1854 i Göteborg, var en svensk bokhandlare och förläggare. 
Gumpert tog över som föreståndare för Gleerups bokhandel i Göteborg 1833. Han förvärvade därefter hela verksamheten och öppnade Gumperts bokhandel 1834. Året därefter grundade han sin förlagsverksamhet, och i oktober 1847 bildade han boktryckeriet N. J. Gumpert & Comp. tillsammans med Svante Cronsioe. Han hade en mycket modern uppfattning om reklam och annonserade minst två gånger per vecka i Göteborgs Handels- och Sjöfartstidning och förekom i alla större cirkulär. 
Efter att Gumpert avlidit, köptes tryckeriet av redaktörerna Sven Adolf Hedlund och Carl Johan Lindskog. Bokhandeln drevs emellertid vidare av änkan Edla Gumpert och hans systerson Oscar Ludvig Lamm (1829-1890). N. J. Gumpert är begravd på Gamla begravningsplatsen vid Svingeln